# 北海道道1069号ウエンナイ幌内保線
北海道道1069号ウエンナイ幌内保線（ほっかいどうどう1069ごう ウエンナイほろないほせん）は、北海道枝幸郡枝幸町内を結ぶ一般道道（北海道道）である。

## 概要
枝幸町の中心部を通る。全線が国道238号の旧ルートである。

### 路線データ
- 起点：北海道枝幸郡枝幸町南浜町（国道238号交点）
- 終点：北海道枝幸郡枝幸町岬町（国道238号交点）
- 路線延長：3.8 km（総延長）

## 歴史
- 1986年（昭和61年）3月31日 路線認定[1]。

## 路線状況

### 重複区間
- 枝幸町南浜町 - 枝幸町幸町（北海道道398号北見枝幸停車場線）
- 枝幸町南浜町 - 枝幸町幸町（北海道道408号枝幸港線）

## 地理

### 通過する自治体
- 宗谷総合振興局
  - 枝幸郡枝幸町

### 交差する道路
枝幸町
- 国道238号 - 南浜町（起点）
- 北海道道398号北見枝幸停車場線 - 南浜町、幸町（重複）
- 北海道道408号枝幸港線 - 南浜町、幸町（重複）
- 国道238号 - 岬町（終点）